# سیارک ۳۳۳۱
سیارک ۳۳۳۱ (به انگلیسی: 3331 Kvistaberg، نامگذاری:1979QS) سه هزار و سیصد و سی و یکمین سیارک کشف شده‌است که در ۲۲ اوت ۱۹۷۹ کشف شد.
قدر مطلق سیارک برابر ۱۳٫۲۰ است.